# Carlos Tejedor (partido)
Pour les articles homonymes, voir Carlos Tejedor (homonymie) et Tejedor.
Carlos Tejedor est un arrondissement (ou partido) de la province de Buenos Aires fondé en 1877 dont la capitale est Carlos Tejedor.